# (293809) Zugspitze
(293809) Zugspitze ist ein Asteroid des mittleren Hauptgürtels, der am 15. September 2007 von den deutschen Amateurastronomen Stefan Karge und Rainer Kling am 60-cm-Cassegrain-Teleskop der Hans-Ludwig-Neumann-Sternwarte auf dem Kleinen Feldberg (IAU-Code B01) entdeckt wurde. Sichtungen des Asteroiden hatte es vorher schon am 9. und 13. März 2005 unter der vorläufigen Bezeichnung 2005 ES180 an der auf dem Kitt Peak gelegenen Außenstation des Steward Observatory gegeben.
(293809) Zugspitze wurde am 14. Mai 2014 nach der Zugspitze benannt, dem höchsten Berg Deutschlands.